# Малайзія на літніх Олімпійських іграх 2012
Малайзія на літніх Олімпійських іграх  2012 була представлена в трьох видах спорту.

## Медалі
| Медаль | Спортсмен        | Вид спорту     | Дисципліна                 |
| ------ | ---------------- | -------------- | -------------------------- |
| Срібло | Лі Чон Вей       | Бадмінтон      | Чоловіки, одиничний розряд |
| Бронза | Панделела Рінонг | Стрибки у воду | Жінки, вишка 10 метрів     |